# الراكز (إب)

تعديل مصدري - تعديل

الراكز محلة تابعة لقرية رجاح، التابعة لعزلة شعب يافع بمديرية إب إحدى مديريات محافظة إب في الجمهورية اليمنية.، بلغ تعداد سكانها 67 حسب تعداد اليمن لعام 2004.